# Карагандинская ГРЭС-1
Караганди́нская ГРЭС-1 (каз. Қарағанды 1-МАЭС, Қарағанды бірінші мемлекеттік аймақтық электростанциясы) — электростанция регионального значения, первая в энергосистеме, старейшая ГРЭС Казахстана. Строилась для снабжения электроэнергией Карагандинского угольного бассейна. Расположена по адресу проспект Республики, 130, город Темиртау. ГРЭС-1 принадлежит компании Bassel Group LLS Ассоциации предприятий угольной промышленности «Гефест». Выработанная станцией электроэнергия идёт на покрытие электрических нагрузок предприятий компании, избыток продаётся на рынке электроэнергии Республики Казахстан. Одна из трёх электростанций Темиртауского энергоузла.

## История
В 1934 году постановлением ЦК ВКП(б) от 15 августа 1931 года «Об увеличении угольных и коксовых ресурсов» началось строительство Карагандинской государственной районной электростанции № 1 в посёлке Самаркандский (ныне город Темиртау). Базой служили угли Карагандинского бассейна и Самаркандское водохранилище, создаваемое в то время на реке Нура. Проект электростанции был разработан ленинградским отделением института «Теплоэлектропроект». В 1941 на электростанцию прибыли эвакуированные из Ворошиловградской области УССР турбогенераторы и котлы, демонтированные со Штеровской ГРЭС. В том же году водохранилище было сдано в промышленную эксплуатацию, а 18 октября 1942-го турбоагрегат № 1 мощностью 25 МВт дал первый промышленный ток. В январе 1942 место рядом с электростанцией было выбрано для строительства Казахского металлургического завода.
В 1945 году ГРЭС и Карагандинская ЦЭС, вступившая в строй в 1932-м, вошли в состав новообразованного районного энергетического управления «Карагандаэнерго». Тогда же электростанция выработала 140 млн 998 тысяч кВт/ч электроэнергии.
С 1942 по 1956 идёт наращивание мощностей электростанции. В 1951-55-х пущены 11 котлов, 5 турбоагрегатов и 7 котлоагрегатов. Мощность ГРЭС достигла 271 МВт.

### Аварии
21 апреля 2003 года в 2 часа 30 минут на электростанции произошло крупное ЧП. В котлотурбинном цехе (КТЦ) произошёл взрыв, пострадало 4 человека. Здание КТЦ в результате взрыва было разрушено.
За осенне-зимний период 2012 года на ГРЭС-1 произошло 3 аварии, что привело к сокращению производства электроэнергии на 23,3 %.

## Основные данные
Электростанция расположена в Старом городе Темиртау, на западном берегу Самаркандского водохранилища, которое снабжает ГРЭС технической водой. С северо-запада к ГРЭС примыкают цеха бывшего Темиртауского литейно-механического завода, поставлявшего строительные металлоконструкции для электростанции. Наряду с ТЭЦ-2, поставляет тепло и электроэнергию городу Темиртау. КарГРЭС-1 обслуживает железнодорожная станция «Темиртау». На предприятии работает 390 специалистов.
Основные производственные показатели КарГРЭС-1 на 2012 год:
- Установленная электрическая мощность — 84 МВт
- Располагаемая электрическая мощность — 83 МВт
- Рабочая электрическая мощность — 33 МВт
- Установленная тепловая мощность — 70 Гкал/ч
- Располагаемая тепловая мощность — 35 Гкал/ч

Основной вид топлива, использующийся на станции — уголь карагандинского бассейна.

## Собственники
До 1996 года электростанция входила в состав управления «Карагандаэнерго». В 2002 передана компании «АБС-Энерго». В 2005 вошла в состав АПУП «Гефест».